# Челленджер (фільм)
«Челленджер» (англ. The Challenger; у США — англ. The Challenger Disaster, "Катастрофа «Челленджера») — телевізійний фільм режисера Джеймса Гоуза, присвячений розслідуванню катастрофи шатла «Челленджер». Прем'єра відбулася 12 травня 2013 року на каналі BBC Two. Стрічка заснована на книзі Річарда Фейнмана «Що тобі до того, що думають інші?» (1988) і на книзі Аллана Макдональда та Джеймса Гансена «Правда, брехня та ущільнювальні кільця» (англ. Truth, Lies and O-Rings). Фільм отримав премію Королівського телевізійного товариства за найкращий драматичний телефільм.

## Сюжет
Дія відбувається 1986 року після катастрофи шатла «Челленджер». Знаменитий фізик Річард Фейнман, чиє здоров'я на той час похитнулося через рак, отримує пропозицію увійти до складу президентської комісії з розслідування трагедії. Після деяких сумнівів він погоджується та вирушає до Вашингтона, де відразу ж стикається з небажанням НАСА повністю розкривати свої дані. Кожен член комісії репрезентує те чи інше зацікавлене відомство і тому обмежений у своїх діях. Фейнман виявляється єдиним незалежним дослідником і вирішує скористатися своєю свободою, щоб відвідати Космічний центр Маршалла, на місці з'ясувати подробиці складання шатла і дізнатися в інженерів їхню думку щодо можливих причин катастрофи.
З'ясовується, що головні рідинні ракетні двигуни шатла зазнають перевантажень і вимагають ремонту після кожного польоту, а оцінки ймовірності їхньої відмови сильно занижені. Однак у польоті «Челленджера» причиною катастрофи стали багаторазові твердопаливні прискорювачі: стався витік розпечених газів, що призвело до руйнування паливного бака. Корпуси складають із декількох секцій, герметизованих гумовими кільцями ущільнювачів, і пошкодження в одному з таких ущільнень могло призвести до витоку.
Пошкодження кілець відбувалися й раніше, але вони не призводили до серйозних аварій, тому керівники польотів помилково вважали, що ймовірність катастрофи невелика — тоді як будь-яке пошкодження кілець мало трактуватися як серйозна відмова обладнання, оскільки такі пошкодження взагалі не передбачалися конструкцією прискорювача. У день запуску температура повітря у Флориді була близько 0 °C (32 °F), що значно нижче від звичайних значень. Фейнман вирішує, що саме через цей фактор звичайна відмова переросла в критичну. Його думку підтверджує член комісії генерал-лейтенант Дональд Кутина — один із астронавтів повідомив йому на умовах анонімності, що розробник прискорювача не гарантував правильної роботи кілець ущільнювачів за низьких температур. Фейнман приходить до висновку, що саме кільце стало винуватцем критичної відмови.
На черговому засіданні комісії керівники НАСА заперечують наявність проблем із кільцем ущільнювача. Проте інженер компанії-виробника Аллен Макдоналд повідомляє, що був проти запуску шатла в неперевірених умовах низьких температур, але НАСА проігнорувала його думку. Перед об'єктивами телекамер Фейнман проводить наочний експеримент: опустивши частину гумового кільця у склянку води з льодом, він показує, що воно втратило еластичність, тобто здатність розширюватися після стиснення — це і призвело до розгерметизації секції прискорювача і подальшої катастрофи.
Фейнман збирає всі свої робочі записи в докладний звіт, в якому досить неприємно відгукується про процедуру контролю і прийняття рішень, що діє в НАСА. У гонитві за іміджем передової наукової організації та відповідним фінансуванням Конгресу керівництво НАСА ігнорувало технічні проблеми та думку інженерів, щоб представити шатл як абсолютно безпечний. Звіт закінчується знаменитою цитатою: «Щоб технологія стала успішною, не можна ігнорувати реальність на догоду прес-релізам — адже закони природи обдурити неможливо». Переборюючи опір голови, Фейнман знайомить членів комісії зі своїм звітом і домагається його включення як додатку до остаточної доповіді, яку урочисто вручають президенту Рональду Рейгану. Фейнман повідомляє Кутині, що вирахував джерело його інформації, але мовчатиме.
У кінцевих титрах розповідається, що Макдоналд зайнявся доопрацюванням кілець ущільнювачів, Д. Кутина очолив програму ракет-носіїв «Титан» для ВПС США, а джерелом Кутини була астронавтка Саллі Райд, яка померла 2012 року. Це була остання справа Фейнмана — 1988 року він помер від раку.

## В ролях
- Вільям Герт — Річард Фейнман
- Брюс Грінвуд — генерал Дональд Кутина[en]
- Джоан Воллі — Гвінет Фейнман
- Браян Деннегі — голова Вільям Роджерс
- Ів Бест — доктор Саллі Райд
- Кевін Макнеллі — Лоуренс Маллой
- Генрі Гудмен[en] — доктор Вайсс
- Шон Кемерон Майкл[en] — Джадсон Ловінгуд
- Роберт Гоббз — Аллан Макдональд
- Стівен Дженнінгс — Ніл Армстронг
- Хосе Домінгос — доктор Олтон Кіл
- Ніколас Полінг — Вільям Грем
- Ленглі Кірквуд[en] — інженер, фахівець із авіоніки